# 藤沢靖介
藤沢靖介（ふじさわ せいすけ、 1942年- ）は、部落解放運動家・歴史家。

## 人物・来歴
東京生まれ。東日本部落解放研究所副理事長。1970年ごろから部落解放運動に参画（部落解放同盟東京都連合会足立支部）。東京部落解放研究会、東日本部落解放研究所、全国部落史研究交流会・全国部落史研究会などに参加し、歴史研究などにたずさわる。

## 著書
- 『部落の歴史像 東日本から起源と社会的性格を探る』解放出版社, 2001.7
- 『部落・差別の歴史 職能・分業 社会的位置 歴史的性格』解放出版社, 2013.6

### 共編著
- 『東京の被差別部落 実態・歴史・現状』川元祥一共著. 三一書房, 1984.7
- 『街道絵図に描かれた被差別民 『五街道分間延絵図』解説篇補遺』寺木伸明共監修. 東京美術, 2008.6
- 『旦那場 近世被差別民の活動領域』大熊哲雄, 斎藤洋一, 坂井康人共著. 現代書館, 2011.11

## 論文
- <藤沢靖介